# Günther Neefs
Günther Maria Alfons Neefs (Mechelen, 21 september 1965) is een Vlaamse zanger.

## Biografie
Günther Neefs is een zoon van Louis Neefs en Liliane Van Asbroeck en een broer van Ludwig Neefs. Connie Neefs is zijn tante. Günther heeft twee zonen, onder wie Len Neefs.
Naast zijn muzikale loopbaan was Neefs aanvankelijk werkzaam als autoverkoper. In 1991 verscheen zijn eerste single Ik laat me gaan, waarmee hij direct een hit scoorde in de Vlaamse hitlijsten. In de eerste helft van de jaren 90 scoorde Neefs nog verschillende andere hits, met bijvoorbeeld Hier in dit land, Daarom zeg ik nee en Ik blijf bij jou. Na drie Nederlandstalige albums bracht hij in 1996 Special request uit, een Engelstalig album met evergreens uit de jaren vijftig en zestig. Dit album stond een half jaar genoteerd in de Vlaamse albumlijst en werd bekroond met een platina plaat. Een jaar later verscheen een tweede deel, dat eveneens succesvol was.
Naast zijn Engelstalige werk bleef Neefs ook in het Nederlands zingen. Zo bracht hij in 2000 de cd Ik voel me goed uit, waarvan de single Bij jou bij Radio 2 Zomerhit uitgeroepen werd tot beste Nederlandstalige lied. In datzelfde jaar zong hij een kunstmatig duet met zijn overleden vader Louis Neefs: Laat ons een bloem. Hierop speelde ook Toots Thielemans mee.
Neefs bleef in de volgende jaren experimenteren met verschillende muziekstijlen. Zo verscheen in 2002 een album met bigband-repertoire (Swing is the thing) en in 2008 een album met Motown-nummers (My soul). Tussen 2006 en 2009 nam hij meermaals deel aan de televisieshow Zo is er maar één. Daarnaast sprak hij in 2008 de stem in van straatkat Thomas O'Malley in de vernieuwde uitgave van de Disneyklassieker De Aristokatten. In de oorspronkelijke versie deed zijn vader Louis Neefs dat.
In de zomer van 2018 maakte Neefs, samen met radiopresentator Guy De Pré, een roadtrip door de Verenigde Staten. Onderweg op de Route 66 maakten ze reportages voor Radio2 en een roadmovie. De reis resulteerde tevens in een album waarop Neefs onder meer soul, jazz, blues en country ten gehore brengt.
In 2023 nam Günther Neefs deel aan het televisieprogramma Liefde voor muziek. De covers die hij daar zong verschenen datzelfde jaar op zijn album De kracht van muziek, met daarop ook zijn grootste hits en twee nieuwe nummers. In 2024 nam hij samen met Begijn le Bleu deel aan Code van Coppens.

## Discografie

### Albums
| Album met hitnotering(en) in de Vlaamse Ultratop 200 albums | Datum van verschijnen | Datum van binnenkomst | Hoogste positie | Aantal weken | Opmerkingen   |
| ----------------------------------------------------------- | --------------------- | --------------------- | --------------- | ------------ | ------------- |
| Hier in dit land                                            | 1992                  | -                     |                 |              |               |
| Stop de tijd                                                | 1993                  | -                     |                 |              |               |
| Tien miljoen dingen                                         | 1994                  | -                     |                 |              |               |
| Special request                                             | 1996                  | 12-10-1996            | 4               | 26           | Platina       |
| Special request 2                                           | 1997                  | 20-09-1997            | 3               | 19           |               |
| The love album                                              | 1999                  | 20-02-1999            | 5               | 14           |               |
| Ik voel me goed                                             | 2000                  | -                     |                 |              |               |
| Swing is the thing                                          | 2002                  | 06-04-2002            | 16              | 12           |               |
| 15 - Het allerbeste                                         | 2005                  | 01-10-2005            | 85              | 2            | Verzamelalbum |
| My soul                                                     | 28-01-2008            | 02-02-2008            | 19              | 13           |               |
| 21                                                          | 23-09-2011            | -                     |                 |              |               |
| Wonderful women                                             | 25-04-2013            | -                     |                 |              |               |
| Back to swing                                               | 09-10-2015            | -                     |                 |              |               |
| Roots 66 - Music from Chicago to L.A.                       | 10-05-2019            | -                     |                 |              |               |
| De kracht van muziek                                        | 26-05-2023            | 03-06-2023            | 4               | 13           |               |

### Singles met hitnotering
| Single met hitnotering(en) in de Vlaamse Ultratop 50 | Datum van verschijnen | Datum van binnenkomst | Hoogste positie | Aantal weken | Opmerkingen                                                                      |
| ---------------------------------------------------- | --------------------- | --------------------- | --------------- | ------------ | -------------------------------------------------------------------------------- |
| Ik laat me gaan                                      | 1991                  | 03-08-1991            | 30              | 5            | Nr. 5 in de Vlaamse Top 10                                                       |
| Daarom zeg ik nee                                    | 1991                  | 30-11-1991            | 24              | 5            | Nr. 5 in de Vlaamse Top 10                                                       |
| Hier in dit land                                     | 1992                  | 21-03-1992            | 20              | 9            | Nr. 4 in de Vlaamse Top 10                                                       |
| Meer dan een vriendin                                | 1992                  | 05-12-1992            | 45              | 3            | Nr. 7 in de Vlaamse Top 10                                                       |
| Ik blijf bij jou                                     | 1993                  | 07-08-1993            | 38              | 3            | Nr. 6 in de Vlaamse Top 10                                                       |
| You've lost that loving feeling                      | 1996                  | 28-09-1996            | 31              | 6            |                                                                                  |
| Sixteen tons                                         | 1996                  | 30-11-1996            | tip3            | -            |                                                                                  |
| You'll never walk alone                              | 1997                  | 15-03-1997            | tip17           | -            |                                                                                  |
| Satisfaction guaranteed                              | 1997                  | 06-09-1997            | 40              | 3            |                                                                                  |
| As gau paust...                                      | 2005                  | 26-02-2005            | 25              | 7            | met De Laatste Showband / Nr. 11 in de Radio 2 Top 30 Nr. 4 in de Vlaamse Top 10 |
| Lady soul                                            | 2008                  | -                     |                 |              | Nr. 14 in de Radio 2 Top 30                                                      |
| Welkom thuis                                         | 29-11-2010            | 11-12-2010            | tip33           | -            | Nr. 9 in de Vlaamse Top 10                                                       |
| Vliegtuig naar de zon                                | 27-06-2011            | 09-07-2011            | tip40           | -            | Nr. 26 in de Radio 2 Top 30                                                      |
| Jij en ik                                            | 2011                  | 03-12-2011            | tip66           | -            |                                                                                  |
| Oh Madeleine                                         | 2012                  | 25-02-2012            | tip80           | -            |                                                                                  |
| Het mannetje in je hart                              | 2012                  | 21-07-2012            | tip70           | -            |                                                                                  |
| Altijd van mij                                       | 2012                  | 22-12-2012            | tip87           | -            |                                                                                  |
| Vrouw van mij                                        | 2013                  | 23-02-2013            | tip55           | -            |                                                                                  |
| Your love still brings me to my knees                | 2013                  | 28-09-2013            | tip39           | -            |                                                                                  |
| Wat een dag                                          | 2014                  | 28-06-2014            | tip18           | -            | Nr. 15 in de Vlaamse Top 50                                                      |
| Zoveel te doen                                       | 2016                  | 11-06-2016            | tip24           | -            | Nr. 14 in de Vlaamse Top 50                                                      |
| Mea Culpa                                            | 2017                  | 17-06-2017            | tip28           | -            | Nr. 17 in de Vlaamse Top 50                                                      |
| Roadtrip van mijn leven                              | 2018                  | 28-07-2018            | tip13           | -            | Nr. 10 in de Vlaamse Top 50                                                      |
| Summertime                                           | 2018                  | 26-01-2019            | tip             | -            |                                                                                  |
| Wandrin star                                         | 2019                  | 16-02-2019            | tip             | -            | met Björn Soenens                                                                |
| On the road again                                    | 2019                  | 20-07-2019            | tip             | -            |                                                                                  |
| Viva la vida                                         | 2020                  | 20-06-2020            | tip2            | -            | met Belle Perez / Nr. 7 in de Vlaamse Top 50                                     |

### Overige singles
- Hé lieve mensen (1974) (met Louis Neefs en Ludwig Neefs)
- Hij gaf (1992) (Nr. 8 in de Vlaamse Top 10)
- Elke keer / Koel koel (1993) (Nr. 9 in de Vlaamse Top 10)
- Koud is de pijn (1993) (Nr. 9 in de Vlaamse Top 10)
- Wat ik niet geven kon (1994) (Nr. 7 in de Vlaamse Top 10)
- Ik mis je nu al (1994)
- Ik stap eruit (1994) (Nr. 9 in de Vlaamse Top 10)
- Leve het leven (1995)
- Geluk / Hemel en vuur (1996)
- The sun ain't gonna shine anymore (1997)
- Wonderful world, beautiful people (1997)
- Baby, I need your lovin' (1997)
- That's what friends are for (1998)
- Instant replay (1998)
- Move closer (1999)
- The wind beneath my wings (1999)
- Sluit ze in jouw hart (1999)
- Laat ons een bloem (2000) (met Louis Neefs en Toots Thielemans)
- Ik voel me goed (2000)
- Bij jou (2000) (Nr. 7 in de Vlaamse Top 10)
- Alles geven (2000)
- Geef me je hand (2001)
- Call me (2002)
- I want you to want me (2002)
- Come back my love (2002) (duet met Andrea Croonenberghs)
- Goud, zilver en brons (2004)
- Wij! Hier! Nu! (2011)
- Altijd onderweg (2022) (Nr. 16 in de Vlaamse Top 30)
- Wat een wonder (2023) (uit Liefde voor muziek)
- 1 op een miljoen (2023) (uit Liefde voor muziek)
- Ik had het moeten weten (2023) (uit Liefde voor muziek)
- Hart op reis (2023) (uit Liefde voor muziek)
- De kracht van muziek (2023) (Nr. 29 in de Vlaamse Top 30)
- Ik kan het nog (2023) (Nr. 11 in de Vlaamse Top 30)
- Zomerse dag (2024) (Nr. 7 in de Vlaamse Top 30)
- Wervelwind (2024) (Nr. 8 in de Vlaamse Top 30)
- Stilte voor de storm (2024)